# 效忠 (歌曲)
《效忠》是一首马来西亚语的爱国歌曲，由拿督阿末达斯拉创作，弗朗西斯卡原唱，传达效忠国家和君主，为国家、民族及宗教奉献的价值观，被喻为“马来西亚的第二国歌”。
2019年庆祝马来西亚独立日，有史以来首次最高元首苏丹阿都拉、首相马哈迪·莫哈末及内阁成员共同录制MV，呈现这首爱国歌曲。